# Сдобная Дубрава
Сдобная Дубрава — деревня в Ливенском районе Орловской области России.
Входит в состав Лютовского сельского поселения.

## География
Деревня расположена на правом берегу реки Ливенка, севернее деревни Сторожевая и южнее села Мезенцево. С обеими населёнными пунктами имеются просёлочные дороги.
В деревне имеется одна улица — Полевая.

## Население
| 2002 | 2010 |
| ---- | ---- |
| 152  | ↗162 |

## Достопримечательности
Севернее деревни находится Храм иконы Божией Матери «Живоносный Источник».